# Cairo Aviation
Cairo Aviation — египетская авиакомпания, базирующаяся в международном аэропорту Каира. По международной оценки безопасности полетов FAA США авиакомпания имеет категорию 1. Авиакомпания прекратила операционную деятельность в 2018 году (ceased operations: 2018).

## История
Авиакомпания Cairo Air под брендом Sirocco была основана в 1997 году египетским предпринимателем Ибрагимом Камилем, являвшимся владельцем лизинговой компании Sirocco Aerospace International и холдинга KATO Investment, входящим в состав Kato Aromatic Group. В этом же году название авиакомпании было изменено с Cairo Air на Air Cairo. Операционную деятельность авиакомпания начала в ноябре 1998 года с выполнения внутренних чартерных рейсов и рейсов на Ближний Восток из международного аэропорта Каира. Флот авиакомпании на тот момент состоял из двух самолётов типа Ту-204 с двигателями Rolls-Royce — грузового (рег.ном. SU-EAG) и пассажирского (рег.ном. SU-EAF).
В 1999 и 2000 году флот авиакомпании пополнили ещё два пассажирских лайнера типа Ту-204 (рег.ном. SU-EAH и SU-EAI). А в 2002 году в грузовой модификации (рег.ном. SU-EAJ). Грузовые рейсы выполнялись под флагом TNT Express, для этого все грузовые самолёты были окрашены в корпоративные цвета этого почтового оператора. География чартерных рейсов расширилась в аэропорты Европы и Африки. Но основными направлениями являлись саудовские города Джидда (международный аэропорт имени короля Абдул-Азиза) и Янбу-эль-Бахр (международный аэропорт имени принца Абдула Мохсина бин Абдулазиза).
Осенью 2003 года Ибрагим Камель вместе с Banque du Caire основал еще одну чартерную авиакомпанию в интересах национального египетского авиаперевозчика EgyptAir, которой было передано название Air Cairo, а для прежней авиакомпании выбрал новое название — Cairo Aviation. Во второй половине 2000-х годов Cairo Aviation продолжила выполнять грузовые и пассажирские чартерные рейсы, выполняла регулярные рейсы из расписания EgyptAir, кроме того предоставляла в лизинг один из своих пассажирских самолётов иранской авиакомпании Mahan Air.
В 2010-х годах Cairo Aviation начала выполнять суб-чартерные рейсы для EgyptAir. В 2015 году было заключено соглашение между главой холдинга KATO Investment Ибрагимом Камелем и президентом российской корпорации «Иркут» Олегом Демченко о закупке для Cairo Aviation 6 самолётов МС-21.
В 2017 году истёк сертификат лётной годности на три остававшихся во флоте самолёта (рег.ном. SU-EAI, SU-EAF, SU-EAJ) и они были поставлены на хранение. В 2018 году авиакомпания полностью прекратила операционную деятельность.

## Флот
Флот Cairo Aviation на 2018 год: